# Lena Loheim Kangevik
Lena Christina Loheim Kangevik, född 24 juli 1961 i Stockholm, är en svensk journalist och publicist.

## Biografi
Lena Loheim Kangevik är dotter till Monica och Einar Lundblom. Hon är utbildad vid Stockholms universitet, Berghs School of Communication och Poppius journalistskola. Hon har arbetat som journalist och redaktör på dags-, kvälls- och fackpress, inklusive Svenska Dagbladet, Expressen, Resumé, Vision och Que Vadis. År 2000 grundade hon designtidningen Snygg. Därutöver uppdragspublicistisk verksamhet för bland annat Swedbanks Lyckoslanten och styrelseuppdrag för Swedish Content Agencies (2006–2013).